# Bell’s Open
Die Bell’s Open waren ein von 1975 bis 1989 jährlich ausgetragenes Badmintonturnier. Die Turnierserie war nach den Scottish Open das bedeutendste internationale Badmintonturnier Schottlands. Namensgeber des Turniers war die schottische Destillerie Bell’s Whisky. Beim 1980 in Perth ausgetragenen Turnier betrug das Preisgeld umgerechnet 10.000 DM.

## Die Sieger
| Jahr      | Herreneinzel   | Dameneinzel    | Herrendoppel                  | Damendoppel                    | Mixed                         |
| --------- | -------------- | -------------- | ----------------------------- | ------------------------------ | ----------------------------- |
| 1975 1978 | keine Daten    | keine Daten    | keine Daten                   | keine Daten                    | keine Daten                   |
| 1979      | Ray Stevens    | Nora Perry     | David Eddy Ray Stevens        | Nora Perry Karen Puttick       | Ray Stevens Nora Perry        |
| 1980      | Ray Stevens    | Jane Webster   | Ray Stevens Steve Baddeley    | Gillian Gilks Paula Kilvington | Ray Stevens Nora Perry        |
| 1981      | Nick Yates     | Sally Podger   | Billy Gilliland Dan Travers   | Nora Perry Gillian Gilks       | Billy Gilliland Nora Perry    |
| 1982      | Ray Stevens    | Jane Webster   | Eddy Sutton David Eddy        | Nora Perry Jane Webster        | Billy Gilliland Gillian Gilks |
| 1983      | Andy Goode     | Karen Beckman  | Nigel Tier Duncan Bridge      | Barbara Sutton Karen Beckman   | Duncan Bridge Karen Beckman   |
| 1984      | Lius Pongoh    | Gillian Martin | Billy Gilliland Dan Travers   | Gillian Gowers Helen Troke     | Billy Gilliland Karen Chapman |
| 1985      | Glen Milton    | Karen Beckman  | Billy Gilliland Dan Travers   | Sara Halsall Karen Beckman     | Mike Brown Sara Halsall       |
| 1986      | Morten Frost   | Caroline Gay   | Billy Gilliland Dan Travers   | Sara Halsall Karen Beckman     | Andy Goode Fiona Elliott      |
| 1987      | Torben Carlsen | Fiona Elliott  | Mike Brown Richard Outterside | Fiona Elliott Sara Halsall     | Mike Brown Sara Halsall       |
| 1988      | Torben Carlsen | Denyse Julien  | Nick Ponting Dave Wright      | Denyse Julien Claire Sharpe    | Andy Goode Gillian Gowers     |
| 1989      | Torben Carlsen | Fiona Smith    | Andrew Fairhurst Chris Hunt   | Karen Chapman Sara Sankey      | Andy Goode Karen Chapman      |